# Gỗ giáo răng cưa
Gỗ giáo răng cưa, còn được gọi là horoeka trong tiếng Maori, tên khoa học Pseudopanax ferox, là một loài thực vật có hoa trong Họ Cuồng cuồng. Loài này được Kirk mô tả khoa học đầu tiên năm 1889.